# Пенни Флейм
Пенни Флейм (англ. Penny Flame, настоящее имя Дженнифер Кетчам, Jennifer Ketcham; род. 22 февраля 1983, Орора, Колорадо, США) — американская модель и порноактриса.

## Биография
Родилась 22 февраля 1983 года в городе Орора (штат Колорадо"), выросла в Сан-Франциско.
Её Псевдоним — ссылка на песню «Битлз» «Penny Lane», а также на пристрастие Дженнифер Кетчэм к марихуане.
Изучала бизнес-администрирование, планируя карьеру в сфере гостиничного менеджмента. Карьеру начала в 2003 году, чтобы оплатить обучение. Ее первая сцена в фильме для взрослых была в «Indian Givers». С 2005 года начала также карьеру режиссёра порнофильмов.
В 2009 году покинула порноиндустрию, прошла курс лечения от психической зависимости (наркотики, секс), стала героиней ряда ток-шоу по проблемам наркомании и сексуальной зависимости. Дженнифер Кетчэм (её настоящее имя) разорвала все связи с индустрией развлечений для взрослых, работает как практикующий художник, увлекается пением и бальными танцами.
За карьеру снялась в 564 порнофильмах.

## Премии и номинации
- 2005 AVN Award за лучшую сольную сцену — Repo Girl[4]
- 2006 XRCO Award for Best On-Screen Couple — Darkside (with Herschel Savage)[5]
- 2006 AVN Award for Best Couples Sex Scene (Film) — Darkside (with Herschel Savage)[6]
- 2006 AVN Award for Best Group Sex Scene (Film) — Darkside (with Alicia Alighatti, Диллан Лорен, Хиллари Скотт, Randy Spears and John West)[6]
- 2008 AVN Award Лучшая актриса — Layout[7]
- 2008 AVN Award for Best Couples Sex Scene (Film) — Layout (with Tom Byron)[7]
- 2008 F.A.M.E. Award — Favorite Oral Starlet[8]
- 2010 AVN Award: лучшая актриса второго плана — Throat: A Cautionary Tale[9]

## Избранная фильмография
После названий фильмов указаны имена партнёров в сценах секса.
- 2004: Women Seeking Women 7 — вместе с Алисией (Alicia)
- 2004: Women Seeking Women 8 — вместе с Чарли Лэйн
- 2004: Pussy Party 4 — вместе с Чарли Лэйн, Джэсси, Кайлой Мари (Kayla Marie), Лекси Мари, Макайлой Кокс и Моникой Свитхарт
- 2005: The 4 Finger Club 22 — вместе с Кариной Кэй (Karina Kay)
- 2005: The Art of Kissing 2 — вместе с Моникой Суит (Monica Sweet)
- 2006: Women Seeking Women 24 — вместе с Вероникой Сноу (Veronica Snow)
- 2006: Women Seeking Women 27 — вместе с Айзис Лав (Isis Love)
- 2006: Lesbian Seductions: Older/Younger 5 — вместе с Kimmie Morr
- 2006: Lesbian Seductions: Older/Younger 7 — вместе с Мишель Эстон (Michelle Aston)
- 2006: Girlvana 2 — вместе с Ди и Сативой Роуз
- 2007: Taboo 23 — вместе с Никки Бенц (сцена 6); — вместе с Эваном Стоуном (сцена 7)
- 2007: No Man’s Land Interracial Edition 10 — вместе со Стэйси Кэш (Stacey Cash)
- 2007: No Man’s Land 42 — вместе с Джессикой Линн (Jessica Lynn) и Саванной Стерн (Savannah Stern)
- 2008: Women Seeking Women 39 — вместе с Келли Кляйн
- 2008: Women Seeking Women 45 — вместе с Элексис Монро
- 2009: Girl’s Guide to Girls
- 2010: Lezzy Land 2
- 2011: Bree Olson Uncovered
- 2012: Dyking Around
- 2013: All Holes No Poles 17
- 2014: Enormous Cocks
- 2017: Lesbian Roommates